# Angharad Llwyd

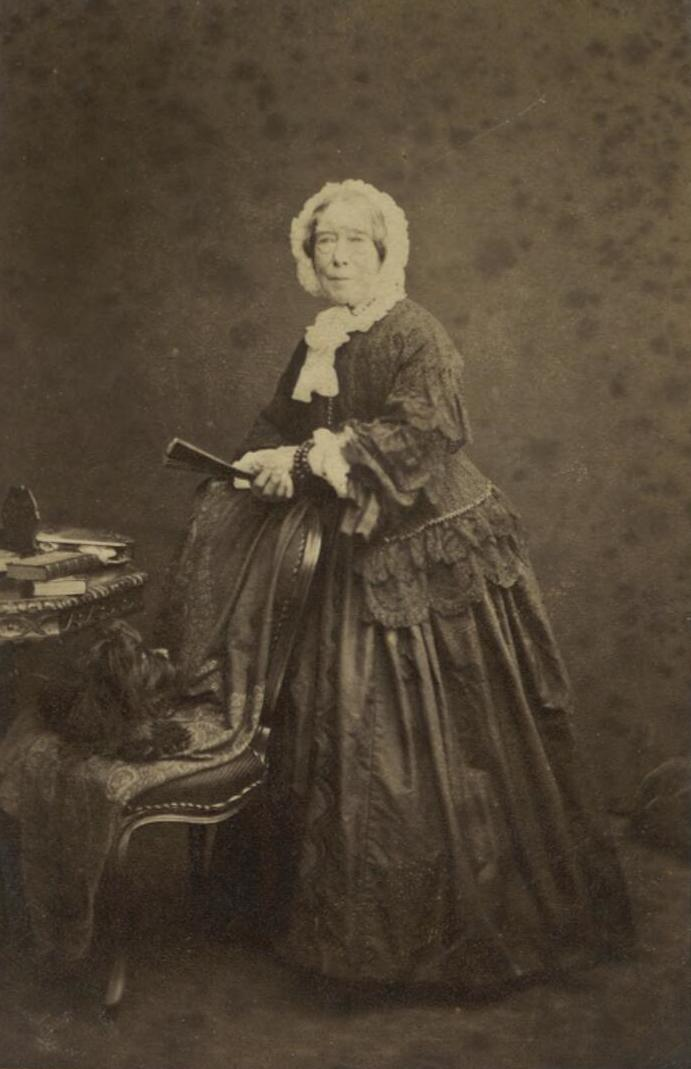
Angharad Llwyd, um 1860.

Angharad Llwyd (* 15. April 1780 in Caerwys, Flintshire; † 16. Oktober 1866) war eine walisische Antiquarin, Altertumsforscherin und Preisträgerin beim Eisteddfod. Sie gilt im Allgemeinen als eine der bedeutendsten Sammlerinnen und Kopistinnen von Manuskripten und Dokumenten zur walisischen Geschichte.

## Leben
Llwyd kam in Caerwys in Flintshire als Tochter von Rev. John Lloyd zur Welt, der selbst ein angesehener Antiquar war. Ihr Essay Catalogue of Welsh Manuscripts, etc. in North Wales (dt. Katalog der walisischen Manuskripte etc. in Nord-Wales) wurde beim Eisteddfod in  Welshpool im Jahr 1824 ausgezeichnet. Im Jahr 1827 bearbeitete Llwyd eine revidierte Version der von Sir John Wynn verfassten History of the Gwydir Family (dt. Geschichte der Familie Gwydir). Im folgenden Jahre war sie unter den Preisträgern, die von Augustus Frederick, dem Duke von Sussex, mit Silbermedaillen ausgezeichnet wurden, als der Duke das Eisteddfod in Denbigh besuchte. Beim Eisteddfod in Beaumaris errang sie im Jahr 1833 den ersten Preis.

## Publikationen
- History of the Island of Mona (1832), dt. Geschichte der Insel Mona.